# Ramona Theresia Hofmeister
Ramona Theresia Hofmeister (Bischofswiesen, 28 de marzo de 1996) es una deportista alemana que compite en snowboard, especialista en las pruebas de eslalon paralelo.
Participó en los Juegos Olímpicos de Pyeongchang 2018, obteniendo una medalla de bronce en el eslalon gigante paralelo. Ganó dos medallas en el Campeonato Mundial de Snowboard, plata en 2021 y bronce en 2019.

## Medallero internacional
| Juegos Olímpicos   | Juegos Olímpicos            | Juegos Olímpicos  | Juegos Olímpicos         |
| Año                | Lugar                       | Medalla           | Competición              |
| ------------------ | --------------------------- | ----------------- | ------------------------ |
| 2018               | Pyeongchang (Corea del Sur) | Medalla de bronce | Eslalon gigante paralelo |
| Campeonato Mundial |                             |                   |                          |
| Año                | Lugar                       | Medalla           | Competición              |
| 2019               | Park City (Estados Unidos)  | Medalla de bronce | Eslalon paralelo         |
| 2021               | Rogla (Eslovenia)           | Medalla de plata  | Eslalon paralelo         |